# Macrocoeloma heptacanthum
Macrocoeloma heptacanthum is een krabbensoort uit de familie van de Majidae. De wetenschappelijke naam van de soort is voor het eerst geldig gepubliceerd in 1835 door Bell.